# Весна Джирарді-Юркич
Весна Джирарді-Юркич (хорв. Vesna Girardi-Jurkić; нар.15 січня 1944 - пом. 25 серпня 2012) — хорватська археолог і музеолог. Працювала міністром освіти, культури та спорту Хорватії в період із квітня 1992 року по жовтень 1994 року в кабінетах прем'єр-міністрів Франьо Грегурича, Хрвоє Шаринича та Никиці Валентича. Була першою жінкою, яку після незалежності було призначено міністром у хорватському кабінеті.

## Біографія
Народившись у Загребі в 1944 році, переїхала з сім'єю до Пули в 1947 році, де й закінчила середню школу. У 1968 році закінчила факультет гуманітарних і соціальних наук Загребського університету за спеціальністю «археологія та англійська мова».  У період із 1969 по 1991 рік обіймала різні посади в Археологічному музеї Істрії в Пулі. У 1992 році була призначена міністром освіти, культури і спорту та обіймала цю посаду до 1994 року, коли була призначена постійним представником Хорватії при ЮНЕСКО. 
У 2001 році ненадовго повернулася в Археологічний музей Істрії, перш ніж очолити Міжнародний науковий центр археології Бріуні - Медулін. Її головним інтересом є вивчення археологічних пам’яток класичної античності навколо Істрії.  Вона є авторкою декількох книг на цю тему.